# Chiefs Ravenna 2019
Questa voce raccoglie le informazioni riguardanti i Chiefs Ravenna nelle competizioni ufficiali della stagione 2019.

## Campionato Italiano Football a 9 FIDAF 2019

### Stagione regolare
| Pesaro 17 febbraio 2019, ore 14:30 | Angels Pesaro | 27 – 33 (d.t.s.) (7-7 6-7 14-7 0-6 0-6) referto | Chiefs Ravenna | Campo Sportivo (300 spett.)\| Arbitro: \| S. Bernini \| |
| Arbitro:                           | S. Bernini    |                                                 |                |                                                         |

| Marina di Ravenna 2 marzo 2019, ore 20:30 | Chiefs Ravenna | 40 – 7 (0-0 20-0 14-7 6-0) referto | Broncos-Titans Romagna | Campo Comunale T. Sirotti (350 spett.)\| Arbitro: \| L. Ferracuti \| |
| Arbitro:                                  | L. Ferracuti   |                                    |                        |                                                                      |

| Volania 17 marzo 2019, ore 15:30 | Buccaneers Comacchio | 0 – 60 (0-35 0-13 0-6 0-6) referto | Chiefs Ravenna | Buccaneers Arena (40 spett.)\| Arbitro: \| S. Bernini \| |
| Arbitro:                         | S. Bernini           |                                    |                |                                                          |

| Marina di Ravenna 30 marzo 2019, ore 20:30 | Chiefs Ravenna  | 10 – 7 (7-0 0-0 0-0 3-7) referto | Angels Pesaro | Campo Comunale (350 spett.)\| Arbitro: \| G. Sabbatinelli \| |
| Arbitro:                                   | G. Sabbatinelli |                                  |               |                                                              |

| Faenza 14 aprile 2019, ore 15:30 | Broncos-Titans Romagna | 21 – 55 (7-13 7-28 0-14 7-0) referto | Chiefs Ravenna | C.S. La Graziola (50 spett.)\| Arbitro: \| L. Ferracuti \| |
| Arbitro:                         | L. Ferracuti           |                                      |                |                                                            |

| Marina di Ravenna 27 aprile 2019, ore 20:30 | Chiefs Ravenna | 77 – 0 (34-0 13-0 14-0 16-0) referto | Buccaneers Comacchio | Campo Comunale (150 spett.)\| Arbitro: \| L. Ferracuti \| |
| Arbitro:                                    | L. Ferracuti   |                                      |                      |                                                           |

### Playoff
| Marina di Ravenna 8 giugno 2019, ore 20:35 | Chiefs Ravenna | 46 – 20 (14-0 6-8 19-6 7-6) referto | Vikings Cavallermaggiore | Campo Comunale (200 spett.)\| Arbitro: \| A. Maghini \| |
| Arbitro:                                   | A. Maghini     |                                     |                          |                                                         |

| Marina di Ravenna 15 giugno 2019, ore 20:28 | Chiefs Ravenna | 27 – 42 (7-7 6-13 7-7 7-15) referto | 29ers Alto Livenza | Campo Comunale\| Arbitro: \| Colombo \| |
| Arbitro:                                    | Colombo        |                                     |                    |                                         |

## Statistiche di squadra
| Competizione | %Vittorie | In casa | In casa | In casa | In casa | In casa | In casa | In trasferta | In trasferta | In trasferta | In trasferta | In trasferta | In trasferta | Totale | Totale | Totale | Totale | Totale | Totale |
| Competizione | %Vittorie | G       | V       | N       | P       | Pf      | Ps      | G            | V            | N            | P            | Pf           | Ps           | G      | V      | N      | P      | Pf     | Ps     |
| ------------ | --------- | ------- | ------- | ------- | ------- | ------- | ------- | ------------ | ------------ | ------------ | ------------ | ------------ | ------------ | ------ | ------ | ------ | ------ | ------ | ------ |
| Campionato   | 1.000     | 3       | 3       | 0       | 0       | 127     | 14      | 3            | 3            | 0            | 0            | 148          | 48           | 6      | 6      | 0      | 0      | 275    | 62     |
| Playoff      | .500      | 2       | 1       | 0       | 1       | 73      | 62      | 0            | 0            | 0            | 0            | 0            | 0            | 2      | 1      | 0      | 1      | 73     | 62     |
| Totale       | .875      | 5       | 4       | 0       | 1       | 200     | 76      | 3            | 3            | 0            | 0            | 148          | 48           | 8      | 7      | 0      | 1      | 348    | 124    |

## Statistiche personali

### Marcatori
| Giocatore    | Ruolo | TD rush | TD recv | TD int | TD p.ret | TD k.ret | TD oth | Xp1  | Xp2 | FG  | Saf | Totale |
| ------------ | ----- | ------- | ------- | ------ | -------- | -------- | ------ | ---- | --- | --- | --- | ------ |
| M. Mazzotti  |       | 15+3    | 0+0     | 0+0    | 0+0      | 0+0      | 0+0    | 0+0  | 2+0 | 0+0 | 0+0 | 110    |
| L. Fiumana   |       | 0+0     | 8+2     | 0+0    | 0+0      | 0+0      | 0+0    | 23+6 | 1+0 | 1+2 | 0+0 | 100    |
| D. Negretto  |       | 7+3     | 0+0     | 0+0    | 0+0      | 0+0      | 0+0    | 1+0  | 0+0 | 0+0 | 0+0 | 61     |
| G. Bartoli   |       | 2+1     | 0+0     | 0+0    | 0+0      | 0+0      | 0+0    | 0+0  | 0+0 | 0+0 | 0+0 | 18     |
| N. Giannelli |       | 2       | 0       | 0      | 0        | 0        | 0      | 0    | 1   | 0   | 0   | 14     |
| M. Mazzotti  |       | 0       | 2       | 0      | 0        | 0        | 0      | 0    | 1   | 0   | 0   | 14     |
| F. Tarroni   |       | 0+0     | 0+0     | 1+0    | 0+0      | 0+0      | 0+0    | 0+1  | 0+0 | 0+0 | 0+0 | 7      |
| E. Donadelli |       | 0       | 0       | 1      | 0        | 0        | 0      | 0    | 0   | 0   | 0   | 6      |
| A. Mazzotti  |       | 0+0     | 0+1     | 0+0    | 0+0      | 0+0      | 0+0    | 0+0  | 0+0 | 0+0 | 0+0 | 6      |
| S. Pazzaglia |       | 0       | 1       | 0      | 0        | 0        | 0      | 0    | 0   | 0   | 0   | 6      |
| M. Picoco    |       | 0       | 0       | 1      | 0        | 0        | 0      | 0    | 0   | 0   | 0   | 6      |

### Passer rating
| Giocatore   | G   | Att    | Comp  | Int | Yds     | TD   | NFL   | NCAA   |
| ----------- | --- | ------ | ----- | --- | ------- | ---- | ----- | ------ |
| D. Negretto | 6+2 | 107+39 | 48+19 | 1+2 | 708+214 | 11+3 | 84,33 | 119,62 |